# Lexus TX
La Lexus TX è un SUV prodotto dalla casa automobilistica giapponese Lexus dal 2023 e distribuito principalmente in America settentrionale.

## Contesto e debutto
La TX è stata presentata l'8 giugno 2023, insieme alla Lexus GX di terza generazione. Basata sulla meccanica della Toyota Grand Highlander, è il SUV Lexus più grande mai prodotto,  essendo circa 10 pollici (25 cm) più lungo dei modelli GX e RX. Costruito su un telaio monoscocca in acciaio basato sulla piattaforma GA-K, la TX venduta prodotto e venduto esclusivamente in Nord America.

## Descrizione e specifiche
La TX, che sostituisce la Lexus RX L, al lancio è disponibile in 3 configurazioni: TX350, TX500h ibrido e TX550h+ ibrido plug-in. La TX 350 è alimentata da un motore a 4 cilindri turbocompresso da 2,4 litri con potenza nominale di 275 CV (205 kW), la TX 500h F Sport Performance ha 366 CV (273 kW) e la TX 550h+ monta un 3.5 litri motore V6 da 406 CV (303 kW).